# لينكا دلهوبولكوفا
لينكا دلهوبولكوفا مواليد 14 يوليو 1984 في زفولن، تشيكوسلوفاكيا، هي لاعبة كرة مضرب سلوفاكية سابقة، اعتزلت اللعب في 2005. أعلى تصنيف لها في الفردي كان المركز الـ 156 في سنة 2002. أعلى تصنيف لها في الزوجي كان المركز الـ 244 في سنة 2002.

## النهائيات

### الفردي (3–2)
| الحصيلة | الرقم | التاريخ        | الدورة                 | الأرضية | المنافس           | النتيجة             |
| ------- | ----- | -------------- | ---------------------- | ------- | ----------------- | ------------------- |
| الفوز   | 1.    | 30 أكتوبر 2000 | نيودلهي، الهند         | صلبة    | أولغا كاليوزهنايا | 4–1, 1–4, 5–44, 4–2 |
| الفوز   | 2.    | 21 مايو 2001   | صوفيا 1، بلغاريا       | ترابية  | إستر مولنار       | 6–3, 6–1            |
| الوصافة | 1.    | 4 أكتوبر 2004  | دوبروفنيك 1، كرواتيا   | ترابية  | سانيا أنتشيتش     | 4–6, 2–6            |
| الفوز   | 3.    | 8 نوفمبر 2004  | رامات هاشارون، إسرائيل | صلبة    | يفجنيا سافرانسكي  | 6–1, 6–7(6–8), 6–0  |
| الوصافة | 2.    | 23 مايو 2005   | بالز، رومانيا          | ترابية  | أندريا بوبوفيتش   | 0–6, 6–7(4–7)       |

## روابط خارجية
- لينكا دلهوبولكوفا على موقع رابطة محترفات التنس (الإنجليزية)
- لينكا دلهوبولكوفا على موقع الاتحاد الدولي لكرة المضرب (الإنجليزية)